# Moldauisch-Orthodoxe Kirche

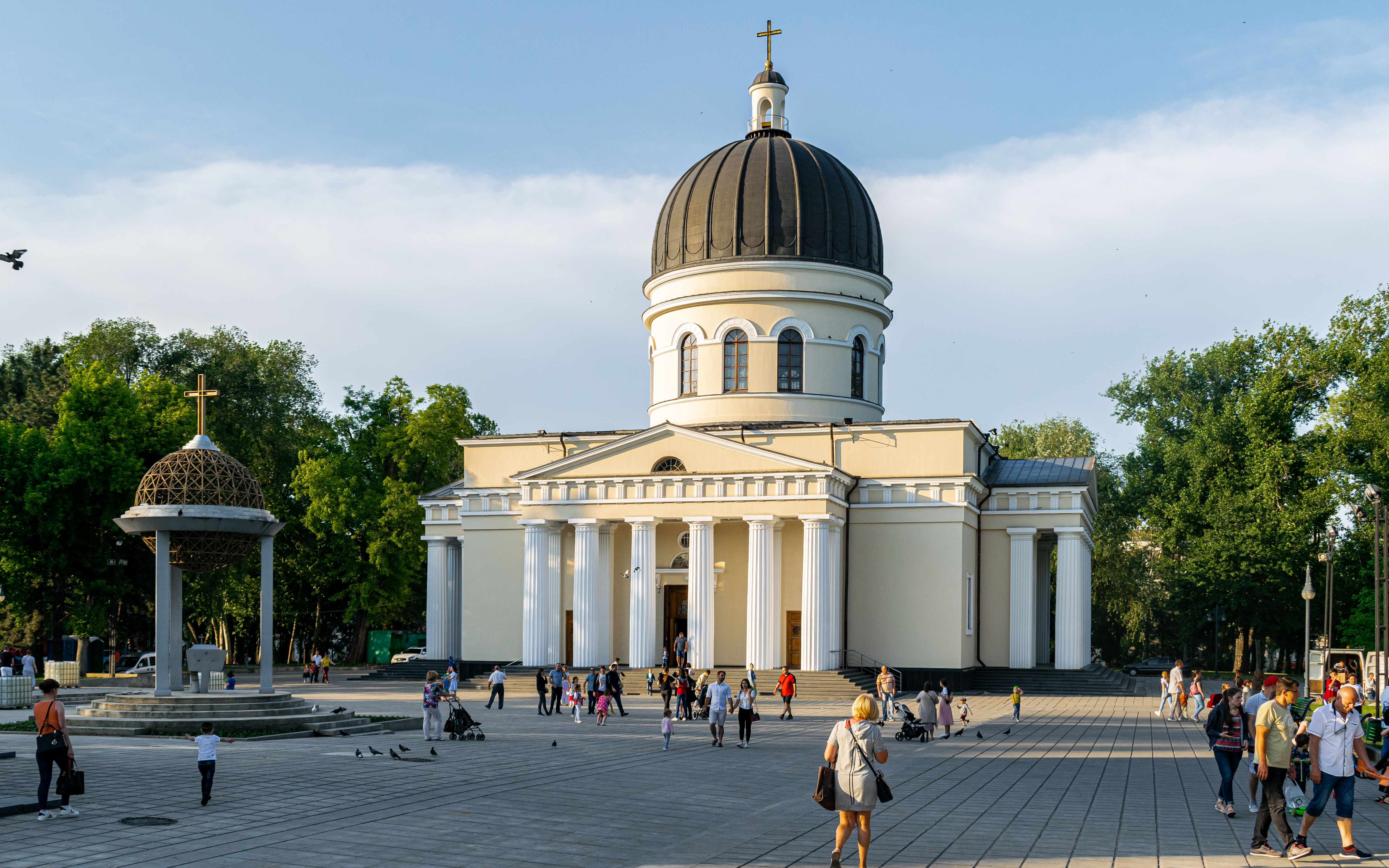
Kathedrale der Geburt des Herrn

Die Moldauisch-Orthodoxe Kirche (rumänisch Biserica Ortodoxă din Moldova (kurz: BOM); russisch Православная церковь Молдовы) ist eine dem Moskauer Patriarchat unterstehende autonome östlich-orthodoxe Kirche auf dem Staatsgebiet der Republik Moldau, wo sie die größte christliche Konfession darstellt.

## Zahlen
Der Moldauisch-Orthodoxen Kirche gehörten 2004 circa 80 % der orthodoxen Gemeinden der Republik Moldau an.

## Metropolitansitz
Die Hauptkirche ist die Kathedrale der Geburt des Herrn in Chișinău.

## Geschichte
1992 kam es zu einem schwerwiegenden Konflikt, als sich ein Teil der Priesterschaft abspaltete, um die rumänienorientierte Orthodoxe Kirche Bessarabiens wiederzuerrichten.